# Fernanda Oliveira
Fernanda Oliveira (Río de Janeiro, 2 de agosto de 1980) es una bailarina brasileña, bailarina principal del English National Ballet. 

## Inicios
Se formó en el Centro de Dança Rio y en la Royal Ballet Upper School.

## Carrera
Oliveira se unió English National Ballet (ENB) en 2000, fue promovida a solista en 2003, primera solista en 2004, bailarina principal en 2007 y primera bailarina en 2009.

## Vida personal
Oliveira está casada con el primer solista de ENB, Fabian Reimair y tienen un hijo.